# 圣乔治的詹姆斯

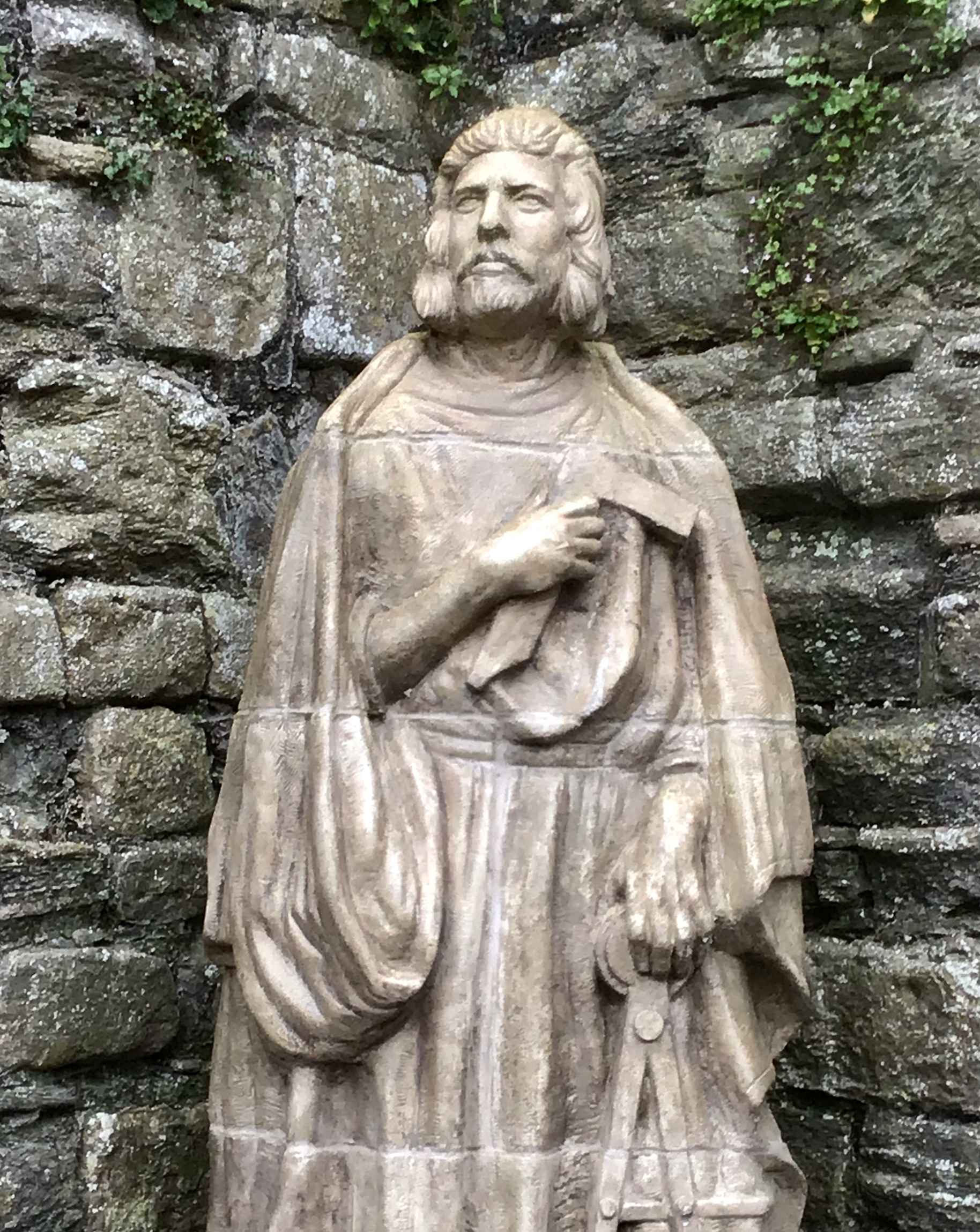
博馬里斯城堡的雕像

圣乔治的詹姆斯大师（Master James of Saint George；约1230 –1309；古法语: Mestre Jaks；拉丁语: Magister Jacobus de Sancto Georgio） 是一位薩伏依建筑师，历史学家马克·莫里斯说他是“欧洲中世纪最伟大的建筑师之一”。他负责设计了爱德华一世北威尔士的城堡，包括康威、哈勒赫和卡那封（全部始建于1283年）和安格尔西岛上的博馬里斯城堡（始建于1295年）。

## 早年
现在几乎没有詹姆斯早年的确凿文献证据。然而，有非常有力的间接证据表明他在1230年左右出生于圣普雷。他的父亲是一位名叫约翰的泥瓦匠，可能就是圣普雷和洛桑大教堂的建造者让·科特雷尔（Jean Cotereel）。

## 在大陆
其职业生涯始于为萨伏伊伯爵彼得二世建造的城堡。詹姆斯最初与他的父亲约翰一起工作，但到1265年已经开始独立工作，这可能表明他父亲已经去世。他也曾师从一位来自加斯科涅的工程师，这位工程师曾为英格兰的亨利三世工作过。
1268年彼得二世去世后，他继续为伯爵的继任者菲利普一世工作，1270年至1275年间在圣乔治代斯佩朗什、拉科特圣安德烈、瓦龙和圣洛朗迪蓬建造了几座城堡。
彼得喜欢住在希永城堡，但菲利普更喜欢离他以前的里昂城堡更近的维埃纳，因此开始在圣乔治代斯佩朗什建造一座新的宫殿，并将工作委托给詹姆斯。他名字中的“圣乔治”便来自于这座城堡，而且詹姆斯在移居英格兰之前还曾在圣乔治拥有一所房子。

## 在英国

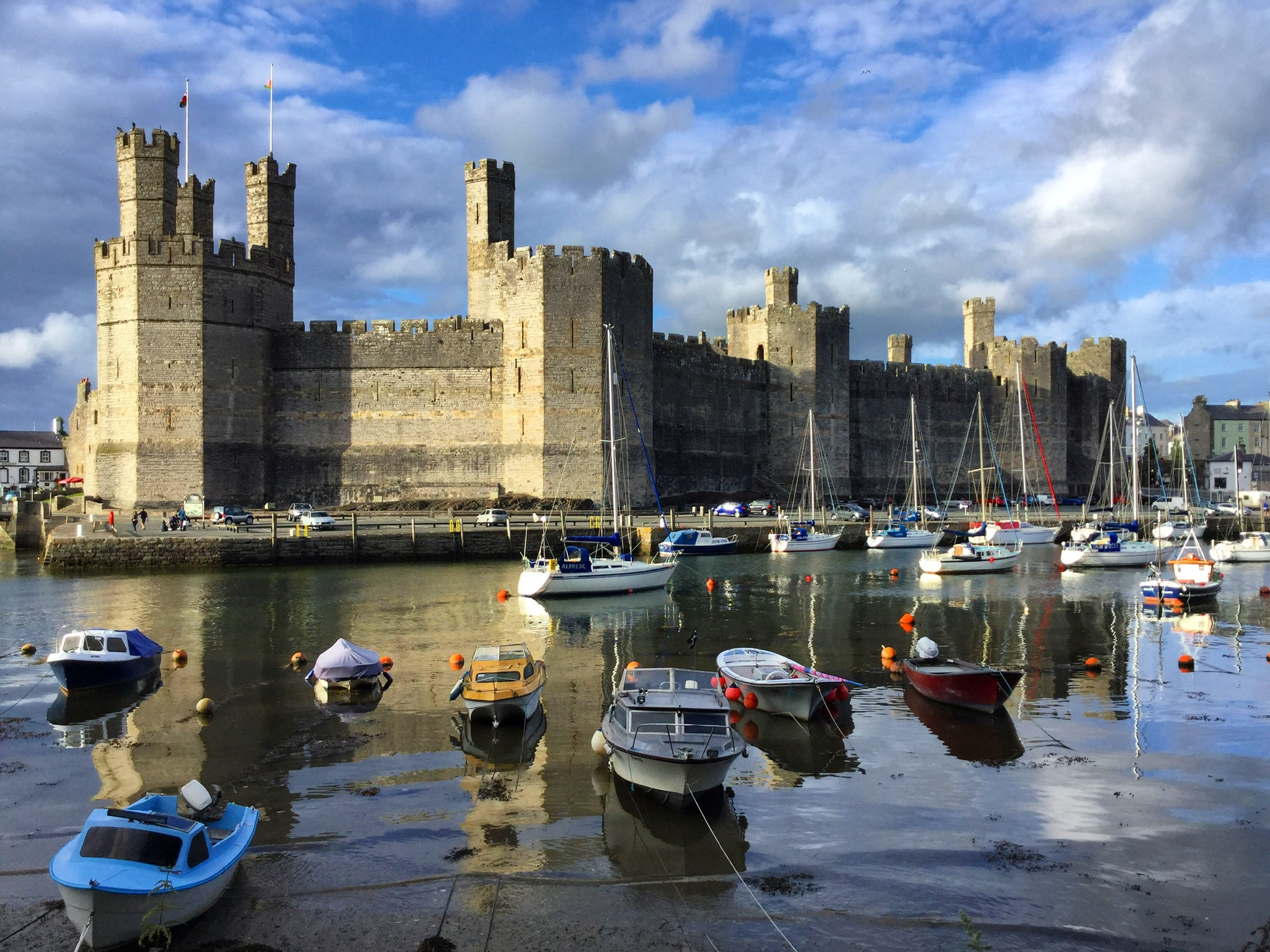
始建于1283年的卡那封城堡

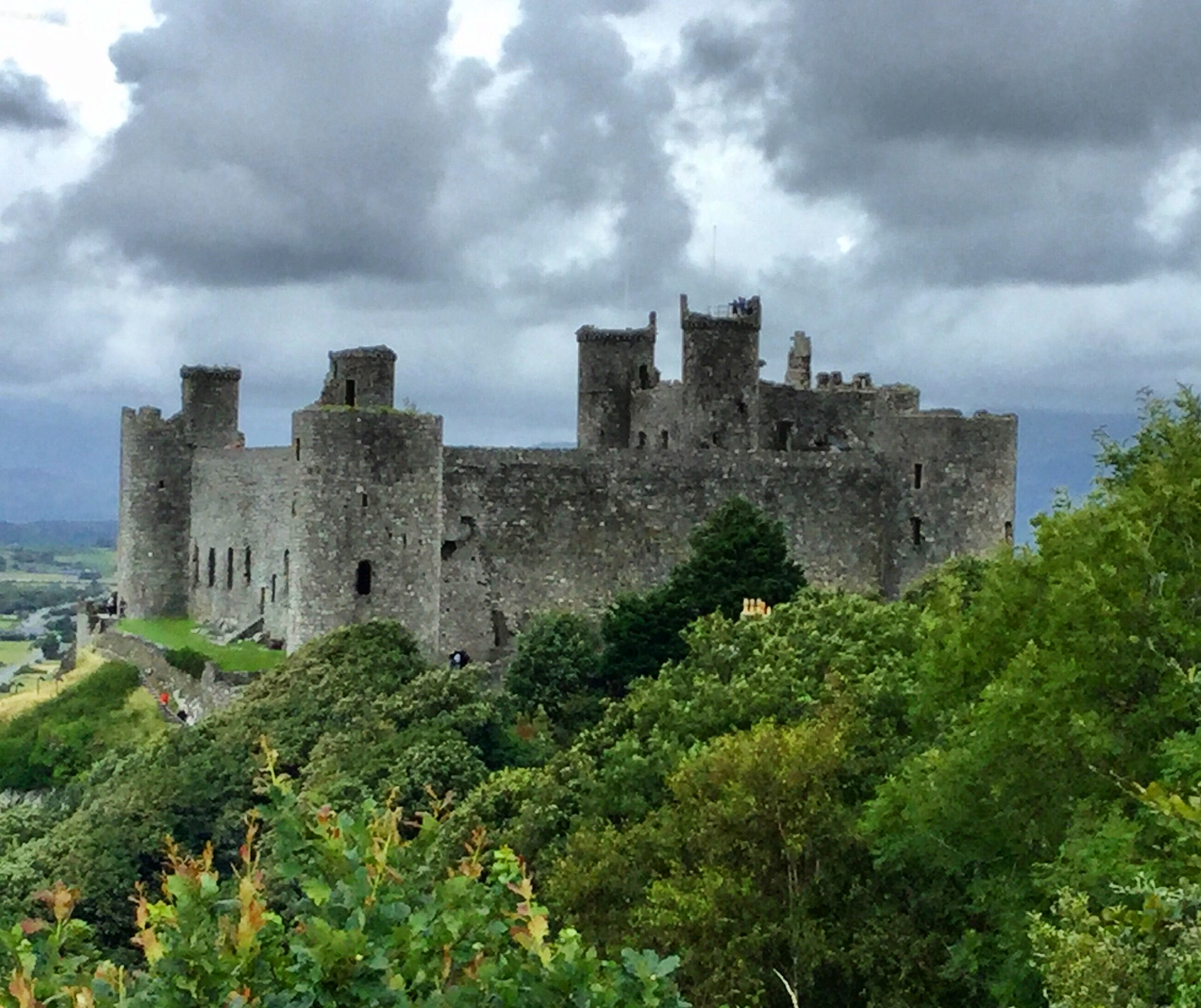
始建于1283年的哈莱克城堡

在1277年爱德华一世与卢埃林·阿颇·格鲁菲德之间的短暂战争之后，詹姆斯被从薩伏依召回英格兰为国王服务。1280年11月8日，也就是他抵达英格兰两年后，他以“Magistri Jacobi Di Sancto Georgio”的名字出现在历史记录中。爱德华一世可能是在1273年从十字军东征归来前往薩伏依时遇到了他。1273年6月25日爱德华一世还去过圣乔治代斯佩朗什。
1278年4月，他前往威尔士建造弗林特城堡、里茲蘭城堡、比尔斯城堡和阿伯里斯特威斯城堡。根据历史学家A·J·泰勒的记载，从1277年到1280年，他的主要工作是监督廬德蘭城堡的建造和修造克卢伊德河的运河。
约1285年，他受任威尔士皇家建筑师，负责康威、卡那封和哈萊克城堡的所有建设工作。
他在威尔士建造的最后一座城堡是博马里斯城堡，1295年4月开工。它被历史学家马克·莫里斯描述为詹姆斯“构思最完美的城堡”，它在1309年詹姆斯去世时仍未完工。 